# Cabillus caudimacula
Cabillus caudimacula és una espècie de peix de la família dels gòbids i de l'ordre dels perciformes.

## Morfologia
- Els mascles poden assolir 2,2 cm de longitud total.[1][2]

## Hàbitat
És un peix marí, de clima tropical i associat als esculls de corall que viu entre 2-17 m de fondària.

## Distribució geogràfica
Es troba a les Illes Hawaii.

## Observacions
És inofensiu per als humans.